# Mumiy Troll
Mumiy Troll (Мумий Тролль) es una banda de música rock rusa, creadores de los que han denominado el Rockopops, una mezcla entre pop y rock. Mumiy Troll son originarios de Vladivostok, Rusia (ciudad portuaria muy cercana a China y Japón). Su único y actualmente líder es Ilia Lagutenko.
La banda obtuvo un gran éxito en 1997 con la publicación de su primer (oficialmente) trabajo "Morskaya" ("Морская"), que había sido escrito a principios de los años '80 y ya había tenido cierta repercusión a nivel local en la ciudad de Vladivostok. Poco después, publicarían un segundo titulado "Ikra" ("Икра").
A pesar de haber seguido publicando nuevos trabajos discográficos, no han conseguido emular el éxito de sus dos primeros discos. Aun así siguen siendo una de las bandas de música rock más conocida en el país.
En 2001 fueron seleccionados por la televisión rusa para representar al país en la edición de ese año del Festival de la Canción de Eurovisión. Con su tema "Lady Alpine Blue" obtuvieron un discreto puesto duodécimo.

## Discografía
- 1985 - "Novaya Luna Aprelya" ("Новая луна апреля")
- 1990 - "Delay Yu-Yu" ("Делай Ю-Ю")
- 1997 - "Morskaya" ("Морская") Primer trabajo grabado en un estudio
- 1997 - "Ikra" ("Икра")
- 1998 - "Shamora - La Verdad Sobre Los Mumiy Trolls" ("Шамора. Правда о Мумиях и Троллях") Recopilatorio de temas de los años '80
- 2000 - "Tochno Rtut' Aloe" ("Точно Ртуть Алоэ")
- 2002 - "Meamury" ("Меамуры")
- 2004 - "Pohititeli Knig" ("Похитители Книг")
- 2005 - "Sliyanie i Pogloschenie" ("Слияние и Поглощение")
- 2007 - "Amba" ("Амба")
- 2008 - "8"
- 2010 - "Polar Bear" (" белый медведь")
- 2010 - "Redkiye zemli" ("Редкие земли")
- 2012 - "Vladivostok"
- 2013 - "SOS matrosu" ("SOS матросу")
- 2015 - "Piratskiye kopii" ("Пиратские копии")
- 2016 - "Malibu Alibi"
- 2018 - "VOSTOK X SEVEROZAPAD" ("ВОСТОК Х СЕВЕРОЗАПАД")
- 2020 - "Prizraki Zavtra" ("Призраки Завтра")
- 2020 - "Posle zla" ("После зла")